# Ilyoplax formosensis
Ilyoplax formosensis is een krabbensoort uit de familie van de Dotillidae. De wetenschappelijke naam van de soort is voor het eerst geldig gepubliceerd in 1921 door Rathbun.